# Baldratia caspica
Baldratia caspica är en tvåvingeart som beskrevs av Möhn 1969. Baldratia caspica ingår i släktet Baldratia och familjen gallmyggor.
Artens utbredningsområde är Kazakstan. Inga underarter finns listade i Catalogue of Life.